# Kosmiczny Teleskop Roman
Ten artykuł dotyczy przyszłego wydarzenia. Informacje w nim zawarte mogą się zmienić wraz z pojawieniem się nowych faktów, a początkowe doniesienia mogą być niepewne. Ostatnie aktualizacje tego artykułu mogą nie odzwierciedlać najbardziej aktualnych informacji.
Kosmiczny Teleskop Nancy Grace Roman (ang. Nancy Grace Roman Space Telescope) – teleskop kosmiczny budowany przez agencję kosmiczną NASA, który ma być wystrzelony w 2026. Został nazwany na cześć amerykańskiej astronomki Nancy Grace Roman. Teleskop ma mieć zwierciadło takiej samej średnicy, jak Kosmiczny Teleskop Hubble’a i kamerę o stukrotnie większym polu widzenia. Jego główne cele badawcze to zrozumienie ciemnej energii i badanie planet pozasłonecznych.

## Rozwój misji

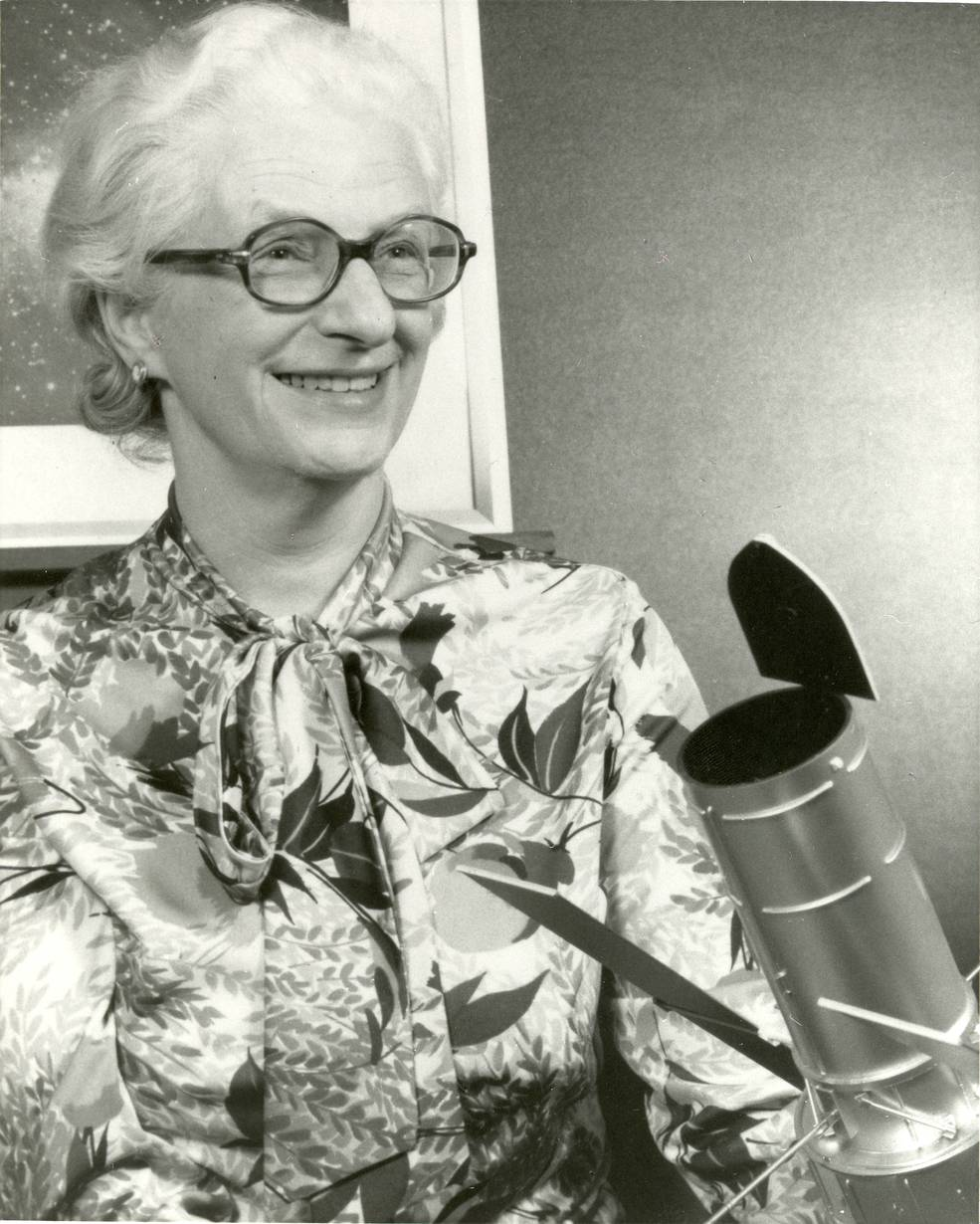
Nancy Roman z modelem Kosmicznego Teleskopu Hubble’a

W 2010 zespół ekspertów kierowanych przez Rogera Blandforda opublikował raport wskazujący kluczowe kierunki badań astrofizycznych na kolejną dekadę w Stanach Zjednoczonych. Jako najważniejsze zalecenie wskazano zrozumienie natury ciemnej energii oraz poszukiwanie i badanie planet pozasłonecznych. Cele te powinny być osiągnięte za pomocą teleskopu kosmicznego obserwującego w bliskiej podczerwieni, o dużym polu widzenia i umieszczonego na orbicie wokół punktu libracyjnego L2. Teleskop ten nazywany był wówczas Wide-Field Infrared Survey Telescope (WFIRST). Pierwsze szczegółowe plany przedstawiono w ciągu kolejnych dwóch lat i bazowały one na teleskopach o średnicy 1,1 lub 1,3 m.
Dział badań kosmicznych w NASA został poinformowany w 2011, że inna amerykańska agencja rządowa, National Reconnaissance Office, posiada dwa nieukończone teleskopy kosmiczne, które może przekazać do badań astrofizycznych. Teleskopy te mają zwierciadła główne o średnicy 2,4 m, czyli takiej samej, jak Kosmiczny Teleskop Hubble’a i dwukrotnie większej niż pierwotnie planowano dla WFIRST. Dodatkowo, teleskopy NRO mają większe pola widzenia niż teleskop Hubble’a. W 2013 panel specjalistów powołany przez NASA przestudiował możliwość realizacji misji WFIRST przez jeden z teleskopów od NRO.
Misja WFIRST konkurowała o finansowanie z Kosmicznym Teleskopem Jamesa Webba w ostatnich latach przed wystrzeleniem tego teleskopu. W maju 2020 NASA nadała teleskopowi WFIRST imię Nancy Grace Roman w uznaniu jej zasług w powstaniu Kosmicznego Teleskopu Hubble’a i rozwoju programu badań astrofizycznych agencji.
Agencja NASA zdecydowała w 2022, że teleskop Roman zostanie wystrzelony rakietą Falcon Heavy firmy SpaceX. Start nastąpi z kompleksu startowego 39 w Centrum Kosmicznym Johna F. Kennedy’ego i planowany jest na październik 2026. Podstawowa misja ma trwać pięć lat z możliwością przedłużenia o kolejne pięć.

## Cele naukowe

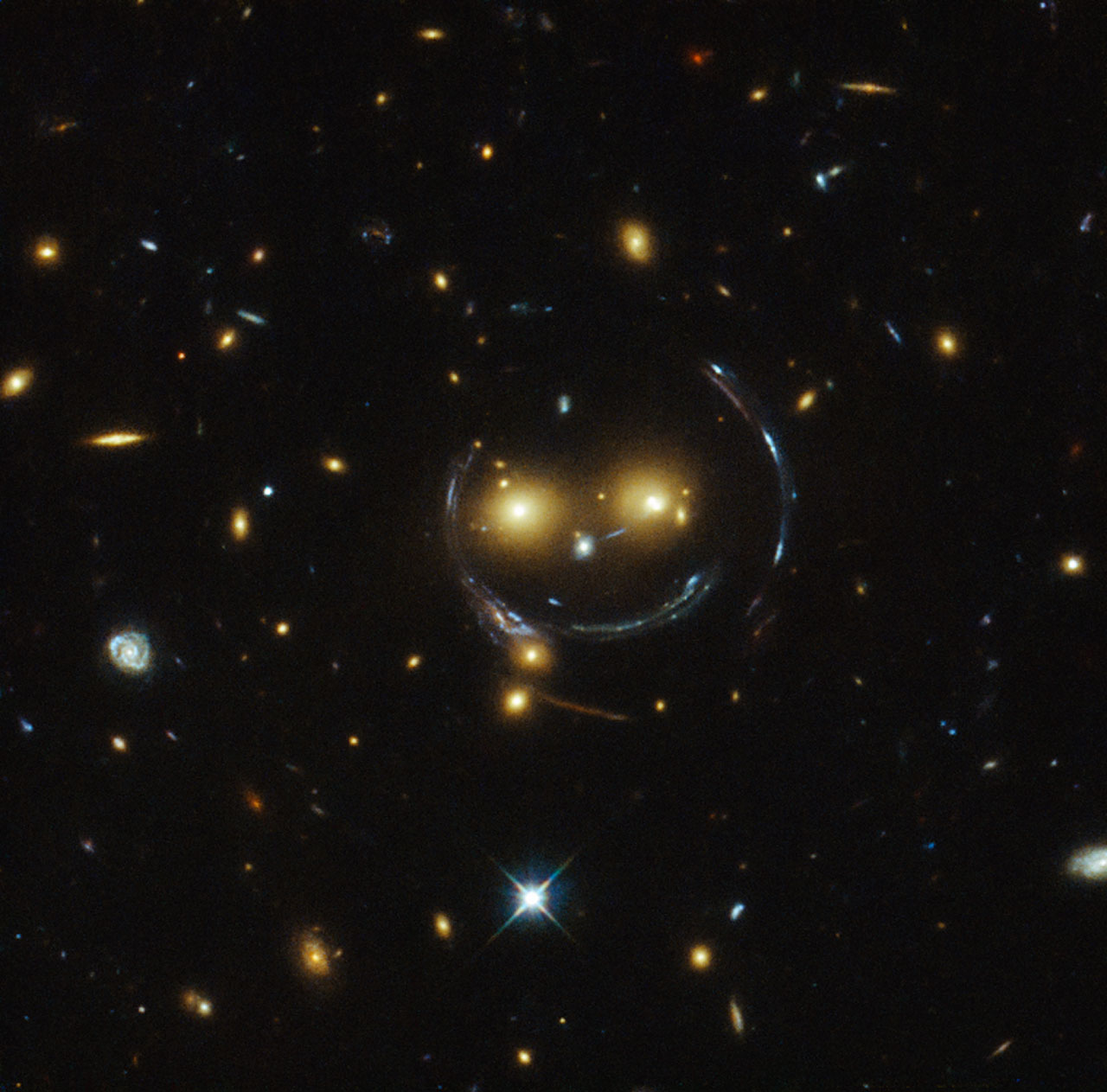
Przykład galaktyki soczewkowanej grawitacyjnie (wielokrotne rozciągnięte obrazy)

Ruch czterech planet wokół gwiazdy HR 8799 (na środku; zasłoniętej przez koronograf). Animacja bazuje na zdjęciach wykonywanych przez 7 lat z użyciem Teleskopu Kecka

Satelita ma trzy główne cele naukowe:
- planety pozasłoneczne odkryte metodą mikrosoczewkowania grawitacyjnego – obserwacje kilku pól w kierunku centralnego zgrubienia Galaktyki z częstością około 15 minut przez łączny czas jednego roku. Przewiduje się, że przegląd ten umożliwi odkrycie nawet dwóch tysięcy planet krążących wokół gwiazd (w tym takich o masach mniejszych niż masa Ziemi) i kilkuset planet samotnych. Dodatkowo dane te umożliwią wykrycie dziesiątek tysięcy planet metodą tranzytów[10][11][12]
- ciemna energia i soczewkowanie grawitacyjne galaktyk – obserwacje 2000 stopni kwadratowych w pobliżu bieguna Galaktyki zarówno fotometryczne (w czterech filtrach podczerwonych), jak i spektroskopowe. Obserwacje spektroskopowe będą wykonane w niskiej rozdzielczości w celu pomiaru przesunięć ku czerwieni w przedziale of 1,1 do 2,8 dla ponad 15 milionów galaktyk[10]. Podobne badania prowadzi teleskop kosmiczny Euclid Europejskiej Agencji Kosmicznej[13]
- supernowe – fotometria i spektroskopia bezszczelinowa obszaru 27 stopni kwadratowych w pobliżu bieguna Galaktyki. Obserwacje będą powtarzane z częstością pięciu dni z różnymi filtrami. Pozwolą one odkryć i scharakteryzować supernowe o przesunięciach ku czerwieni aż do 1,7[10].

Poza głównymi celami są też dodatkowe:
- obserwacje koronograficzne planet pozasłonecznych – testowanie kosmicznej technologii przesłaniania pobliskich gwiazd w celu bezpośredniej obserwacji obiektów krążących wokół tych gwiazd: planet i dysków. Planowane są obserwacje kilkudziesięciu układów. W niektórych przypadkach możliwe będą badania widm planet[10]
- obserwacje dysku Galaktyki – w początkowym okresie misji planowane są obserwacje dużych obszarów dysku Galaktyki[14]
- szeroki zakres badań astrofizycznych – czas obserwacyjny na teleskopie będzie także udostępniany naukowcom w ramach konkursu wniosków, które będą podlegały recenzji. Tematyka badań nie jest z góry określona i zależy od wnioskujących[10].

## Budowa i instrumenty naukowe
Satelita ma masę 4059 kg, a paliwo 107 kg. Umieszczony będzie na orbicie typu halo wokół punktu L2 (oddalonego od Ziemi o 1 500 000 km), rozważana była też orbita geostacjonarna. Znaczna odległość satelity od Ziemi ułatwia chłodzenie instrumentów (co jest konieczne ze względu na obserwacje w podczerwieni), ale zwiększa koszt transmisji danych.

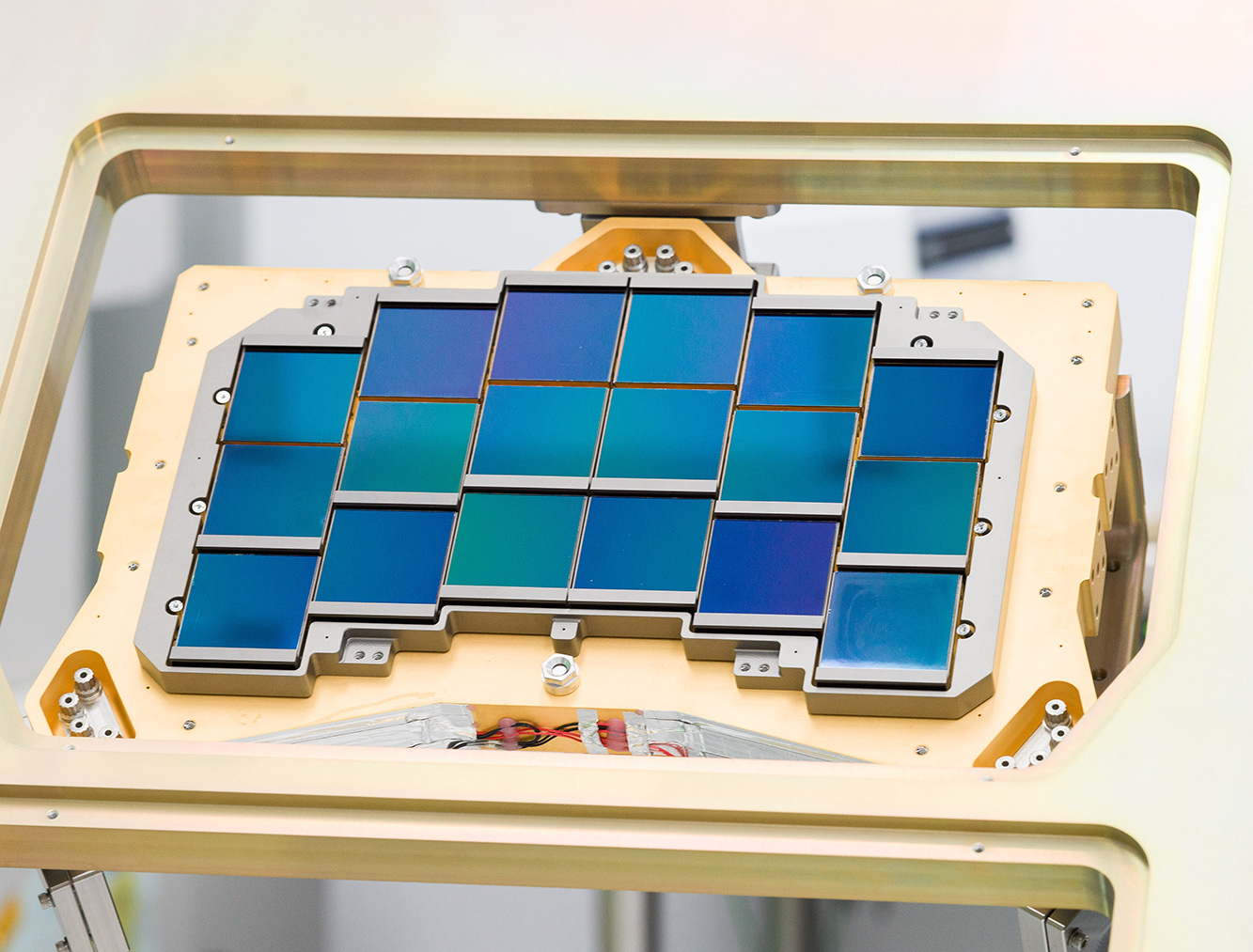
Inżynieryjny model kamery

Satelita będzie zawierał tylko dwa instrumenty naukowe:
- Szerokokątna Kamera (ang. Wide Field Instrument, WFI) – podczerwona kamera składająca się z 18 detektorów, które łącznie mają 288 milionów pikseli. Skala jednego piksela to 0,11 sekundy łuku. Łączne pole widzenia to 0,281 stopnia kwadratowego, co jest 100 razy większe niż kamery ACS na Kosmicznym Teleskopie Hubble’a. Duże pole widzenia kamery jest kluczową cechą umożliwiającą efektywne obserwacje dużych obszarów nieba. Kamera będzie czuła na fale o długości od 0,48 do 2,3 μm[17][18].
- Koronograf (ang. Coronagraphic Instrument, CGI) – instrument przysłaniający światło gwiazdy, w celu obrazowania obiektów, które zwykle są niewidoczne ze względu na rozproszone światło gwiazdy. Możliwe będą badania w paśmie widzialnym: obrazowanie, polarymetria oraz spektroskopia niskiej rozdzielczości. W skład układu optycznego wchodzą m.in. dwa odkształcalne lustra[19][20].

NASA rozważała znaczące poprawienie efektywności koronografu przez zmianę tarczy zasłaniającej gwiazdę centralną: zamiast tarczy umieszczonej wewnątrz teleskopu planowano oddzielnego satelitę (ang. starshade). Satelita ten miałby mieć średnicę 26 m i znajdowałby się dziesiątki tysięcy kilometrów od teleskopu Roman.

## Galeria

Animacja toru optycznego
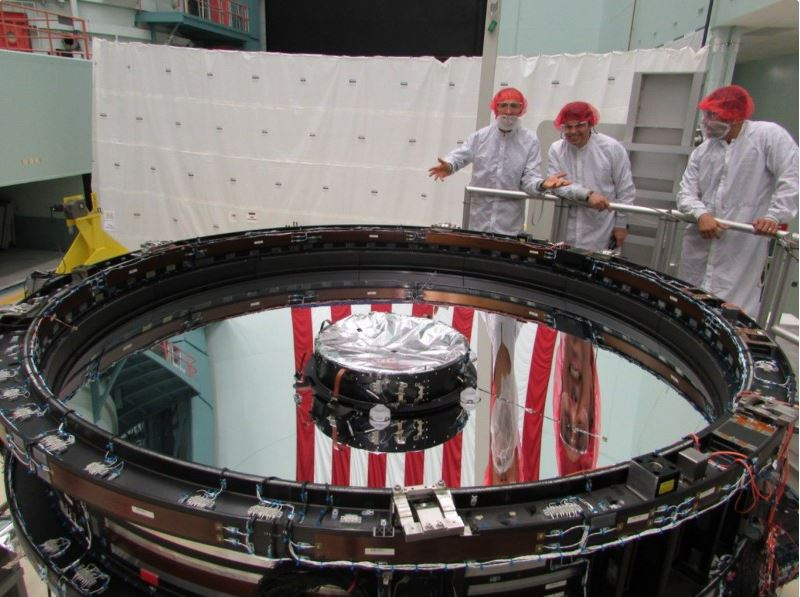
Zwierciadło główne
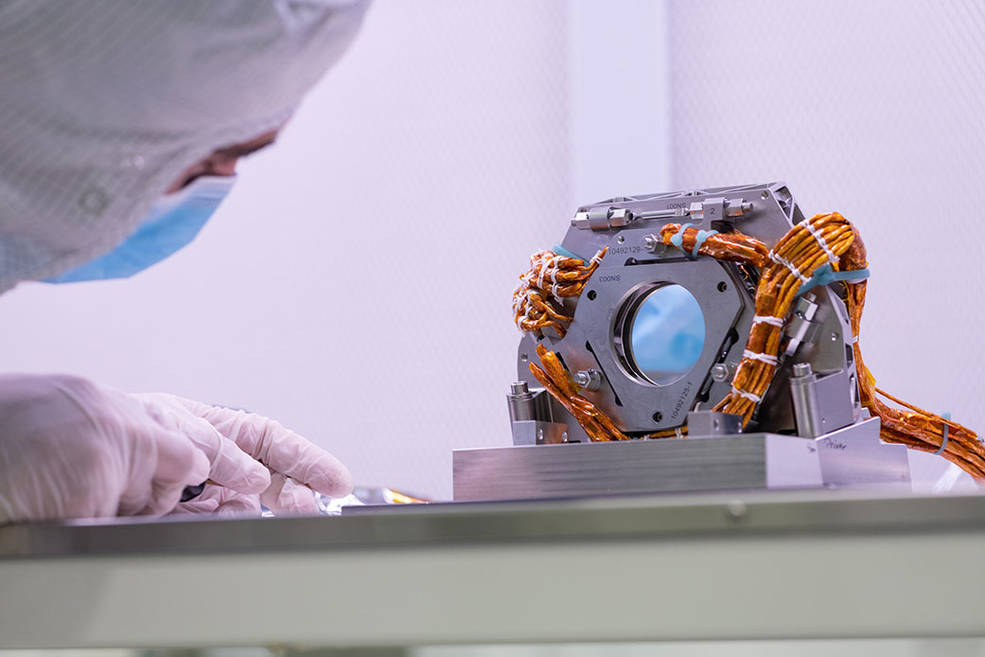
Jedno ze zwierciadeł koronografu
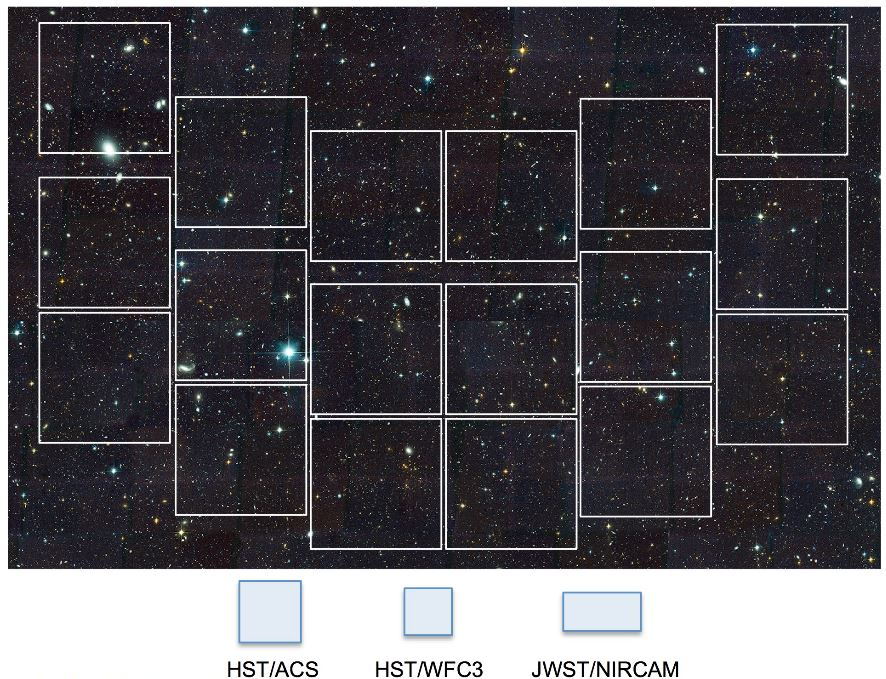
Porównanie pól widzenia kamer podczerwonych różnych teleskopów kosmicznych: Roman (u góry), Hubble’a (na dole po lewej i na środku) i Jamesa Webba (na dole po prawej)